# باربارا مورگان
باربارا مورگان (به انگلیسی: Barbara Morgan) فضانورد اهل ایالات متحده آمریکا است که در ۲۸ نوامبر ۱۹۵۱ میلادی در فرزنو زاده شد. وی در مأموریت اس‌تی‌اس-۱۱۸ حضور داشته‌است.